# دوتافرينوس
دوتافرينوس (الاسم العلمي: Duttaphrynus)، سُمي الجنس على الدكتور سوشيل كومار دوتا، هو جنس من العلاجيم الحقيقية المتوطنة في جنوب غرب الصين وجنوب الصين (بما في ذلك هاينان) وتايوان وفي جميع أنحاء جنوب آسيا من شمال باكستان ونيبال عبر الهند وبنغلاديشإلى سريلانكا، جزيرة أندامان، سومطرة، جاوة، بورنيو، وبالي.